# Puccinia spegazzinii
Puccinia spegazzinii ist eine Ständerpilzart aus der Ordnung der Rostpilze (Pucciniales). Der Pilz ist ein Endoparasit der Korbblütlergattung Mikania. Symptome des Befalls durch die Art sind Rostflecken und Pusteln auf den Blattoberflächen der Wirtspflanzen. Sie ist in weiten Teilen Amerikas verbreitet.

## Merkmale

### Makroskopische Merkmale
Puccinia spegazzinii ist mit bloßem Auge nur anhand der auf der Oberfläche des Wirtes hervortretenden Sporenlager zu erkennen. Sie wachsen in Nestern, die als gelbliche bis braune Flecken und Pusteln auf den Blattoberflächen erscheinen.

### Mikroskopische Merkmale
Das Myzel von Puccinia spegazzinii wächst wie bei allen Puccinia-Arten interzellulär und bildet Saugfäden, die in das Speichergewebe des Wirtes wachsen. Ihre Spermogonien und Aecien sind unbekannt, gleiches gilt für die Uredien des Pilzes und ihre Uredosporen. Die blattunterseitig auf den Wirtsblättern wachsenden Telien der Art sind hell zimtbraun, kompakt und unbedeckt, sie stehen in dichten Gruppen. Die fast hyalinen bis gelblichen Teliosporen sind zweizellig, in der Regel zylindrisch bis schmalellipsoid und 40–60 × 13–18 µm groß. Ihre Stiele sind farblos und bis zu 70 µm lang.

## Verbreitung
Das bekannte Verbreitungsgebiet von Puccinia spegazzinii reicht von Südamerika bis in die südlichen USA.

## Ökologie
Die Wirtspflanzen von Puccinia spegazzinii sind verschiedenen Arten der Gattung  Mikania. Der Pilz ernährt sich von den im Speichergewebe der Pflanzen vorhandenen Nährstoffen, seine Sporenlager brechen später durch die Blattoberfläche und setzen Sporen frei. Die Art durchläuft einen Entwicklungszyklus, von dem bislang nur Telien sowie deren Wirt bekannt sind; Uredien, Spermogonien und Aecien konnten ihr nicht zugewiesen werden.

## Bedeutung
Puccinia spegazzinii wird auch zur biologischen Schädlingsbekämpfung gegen Mikania micrantha in Asien und Papua-Neuguinea erprobt.